# أندريا بيج
أندريا بيج هي واثبة حواجز ‏ كندية، ولدت في 4 سبتمبر 1956.

## وصلات خارجية
- أندريا بيج على موقع الاتحاد الدولي لألعاب القوى (الإنجليزية)
- أندريا بيج على موقع الاتحاد الكندي لألعاب القوى (الإنجليزية)
- أندريا بيج على موقع اللجنة الأولمبية الدولية (الإنجليزية)
- أندريا بيج على موقع أوليمبيديا (الإنجليزية)
- أندريا بيج على موقع اتحاد ألعاب الكومنولث (مؤرشف) (الإنجليزية)